# سامح فهمي
أمين سامح سمير أمين فهمي( 14 أغسطس 1949 -) تولى وزارة البترول والثروة المعدنية المصرية منذ عام 1999 وحتى فبراير 2011،
حاصل على بكالوريوس الهندسة الكيميائية من جامعة القاهرة، ومتزوج وله ابن وابنة.

## الدراسات العلمية والدورات التدريبية
- بكالوريوس الهندسة الكيمائية – كلية الهندسية - جامعة القاهرة يونيو 1973
- خريج كلية الضباط الاحتياط دفعة 34 - الأول على سلاح الحرب الكيماوية يوليو 1974
- زميل كلية الدفاع الوطني بأكاديمية ناصر العسكرية العليا ديسمبر 1988
- دكتوراه من جامعة الدكتو اسن زلاتاروف – بورجاس – بلغاريا أكتوبر 2008
- القيادة التنفيذية بأكاديمية السادات
- الإدارة الفعالة لكبار المديرين التنفيذين بأمريكا
- الأسلوب الأمثل لإدارة المشروعات بأمريكا
- المهارات الحديثة للإدارة بإنجلترا
- الاقتصاديات الصناعية وإدارة الأعمال بإنجلترا
- أعلى الدراسات في الاستراتيجية القومية بأكاديمية ناصر العسكرية العليا
- تخطيط سياسات الطاقة بجامعة ويسكنسون الأمريكية
- تطبيقات الحاسب الآلي وبحوث العمليات والإحصاء ودراسات الجدوى
- التقييم الاقتصادي للمشروعات الصناعية
- الإسلوب الأمثل لتنفيذ المشروعات وتقييم العروض ومراقبة تكاليف المشروعات وجدوى تنفيذها بإنجلترا

## حياته المهنية
- رئيس قسم التخطيط بالهيئة المصرية العامة للبترول نوفمبر 1983
- مدير إدارة اقتصاديات المشروعات بالهيئة المصرية العامة للبترول نوفمبر 1984
- خبير (مدير قطاع) اقتصاديات المشروعات بالهيئة المصرية العامة للبترول نوفمبر 1987
- مدير عام التخطيط بالهيئة المصرية العامة للبترول نوفمبر 1988
- نائب رئيس الهيئة المصرية العامة للبترول للتخطيط والمشروعات مايو 1993 - ديسمبر 1996
- رئيـس مجلس الإدارة والعـضو المنتدب لشركة ميدتاب يناير 1997 - سبتمبر 1999
- نائب رئيس مجلس الإدارة والعضو المنتدب لشركة ميدور يناير 1997 - سبتمبر 1999
- رئيس معهد بحوث البترول
- وزير البترول منذ أكتوبر 1999 حتى تم تنحيته في تعديل وزاري في 21 فبراير 2011
- الوزير المسئول عن الثروة المعدنية في مصر في أكتوبر 2004 .

## عضوية المجالس والجمعيات العامة
- عضو مجلس الشورى عن محافظة السويس يوليو 2001
- عضو المجلس الأعلى للطاقة في أغسطس 2006
- عضو مركز اتحاد المحامين العرب للتحكيم أكتوبر 2002
- عضو مجلس الشعب المصري 2010
- رئيس فخرى لجمعية المهندسين الكيميائيين يناير 2003
- عضو جمعية الغاز المصرية 1998
- عضو جمعية مهندسي البترول 1992
- عضو جمعية البترول المصرية أبريل 2001
- عضو الزمالة في جمعية المهندسين المصرية
- رئيس لجنة المهندسين الكيمائيين في نقابة المهندسين المصريين
- رئيس لجنة البترول بالغرفة التجارية الأمريكية في مصر
- الرئاسة الشرفية لجمعية المستثمرين بالمنطقة الحرة العامة بالإسكندرية
- عضوية مجلس كلية هندسة جامعة القاهرة
- عضوية غرفة البترول والتعدين باتحاد الصناعات المصرية
- عضوية المجالس القومية المتخصصة برئاسة الجمهورية
- عضوية المجلس العالمي للطاقة
- عضوية لجنة الصناعة والطاقة بالحزب الوطني
- عضوية اللجنة المشتركة للهيئة العامة للاستثمار
- عضوية اللجنة القومية للغازات الطبيعية.
- عضوية الموسوعة الدولية للمهنيين وكبار مشاهير العالم